# 住民基本台帳法
住民基本台帳法（じゅうみんきほんだいちょうほう、昭和42年法律第81号）は、住民基本台帳の制度に関する日本の法律である。住民登録法（昭和26年法律第218号。住民基本台帳法附則2条により1967年〈昭和42年〉11月10日廃止。）に代わって制定された。通称は住基法（じゅうきほう）。
住民基本台帳の制度により住民の利便を増進するとともに、国および地方公共団体の行政の合理化に資することを目的とする（1条）。1967年（昭和42年）7月25日に公布された。
これ以前にも、「寄留簿」というものが存在していた。

## 所管官庁
- 総務省自治行政局住民制度課[1]

永久選挙人名簿を所掌する総務省自治行政局選挙部選挙課、国勢調査を担当する同省統計局国勢統計課、戸籍法を所掌する法務省民事局民事第一課、個人番号を所掌するデジタル庁国民向けサービスグループなど他省庁と連携して執行にあたる。

## 構成
- 第1章 総則（第1条 - 第4条）
- 第2章 住民基本台帳（第5条 - 第15条の4）
  - 第6条（住民基本台帳の作成）
  - 第7条（住民票の記載事項）
  - 第11条・第11条の2（住民基本台帳の一部の写しの閲覧）
  - 第12条―第12条の4（住民票の写し等の交付）
- 第3章 戸籍の附票（第16条 - 第21条の3）
- 第4章 届出（第21条の4 - 第30条）
- 第4章の2 本人確認情報の処理及び利用等
  - 第1節 住民票コード（第30条の2 - 第30条の5）
  - 第2節 本人確認情報の通知及び保存等（第30条の6 - 第30条の8）
  - 第3節 本人確認情報の提供及び利用等（第30条の9 - 第30条の23）
  - 第4節 本人確認情報の保護（第30条の24 - 第30条の40）
- 第4章の3 附票本人確認情報の処理及び利用等（第30条の41 - 第30条の44の13）
- 第4章の4 外国人住民に関する特例（第30条の45 - 第30条の51）
- 第5章 雑則（第31条 - 第41条の2）
- 第6章 罰則（第42条 - 第53条）
- 附則